# Przełęcz Przysłop (Pasmo Koskowej Góry)
Przełęcz Przysłop – przełęcz w Beskidzie Średnim (Makowskim) w paśmie Koskowej Góry, położona na wysokości 602 m n.p.m. pomiędzy szczytami Przysłopskiego Wierchu (793 m n.p.m.) a Kozłowej Góry (705 m n.p.m.). Na przełęczy znajduje się osiedle Przysłop, należące do Żarnówki, z zabytkową kapliczką z XVIII wieku. Przez przełęcz prowadzi droga z Makowa Podhalańskiego do Wieprzca, natomiast brak jest znakowanych pieszch szlaków turystycznych.